# Pauline Peyrade
Pour les articles homonymes, voir Peyrade.
Œuvres principales
- L'Âge de détruire (2023)

Pauline Peyrade, née le 17 juillet 1986, est une dramaturge et écrivaine française. Son premier roman, L'Âge de détruire, remporte le prix Goncourt du premier roman en 2023.

## Biographie

### Enfance et formation
Pauline Peyrade nait en 1986.
Elle réalise une classe préparatoire littéraire au lycée Henri-IV à Paris.
Elle se forme ensuite à la Royal Academy of Dramatic Art de Londres.
Puis elle intègre l'École nationale supérieure des arts et techniques du théâtre (ENSATT) à Lyon.

### Carrière
En 2015, au Festival d'Avignon, Pauline Peyrade présente un « sujet à vif » réalisé avec la circassienne Justine Berthillot. Avec cette dernière, elle fonde la compagnie Morgane. 
Écrite en 2016, sa pièce CTRL-X, mise en scène par Cyril Teste, est jouée début 2018 au Monfort Théâtre. Elle raconte l'histoire virtuelle d'Ida, qui ne quitte jamais les écrans des yeux. 
Ses pièces de théâtre sont traduites en anglais, allemand, espagnol, portugais, catalan, italien, tchèque et publiées aux éditions Les Solitaires intempestifs. En 2019, elle publie ainsi « trois contes noirs » réunis dans le volume Portrait d’une sirène.
Elle écrit ensuite À la carabine, une commande du Théâtre National de Strasbourg (TNS), de La Colline et de la Comédie de Reims. La pièce est mise en scène par Anne Théron et reçoit le Grand prix de littérature dramatique Artcena en 2021,.
Pauline Peyrade continue en outre à participer à des comités de lecture et à réaliser des commandes d’écriture tout en se rédigeant son premier roman. Son écriture prendra six ans. 
En 2022, Pauline Peyrade présente sa pièce Poings. L'histoire, mise en scène par le collectif Das Plateau, raconte une relation de couple toxique engendrant un viol conjugal. Poings, paru aux éditions Les Solitaires Intempestifs en 2017, vaudra à Pauline Peyrade d'être lauréate pour la saison 2018-2019 du prix Bernard-Marie Koltes décerné par des lycéens au meilleur ouvrage de littérature dramatique contemporaine,.
Début 2023 paraît son premier roman, L'Âge de détruire, aux éditions de minuit. Tiré de son histoire personnelle, le livre raconte la relation d’une enfant puis d'une jeune fille avec sa mère, abusive et nocive. Il évoque aussi la transmission familiale de la violence. Elle obtient le Prix Goncourt du premier roman. Parallèlement, sa pièce Des femmes qui nagent, mise en scène par Émilie Capliez, est jouée au Théâtre Gérard-Philipe de Saint-Denis (Seine-Saint-Denis) jusqu’au 19 mars 2023, avant de poursuivre sa tournée,. Le texte rend hommage aux actrices et réalisatrices tout en mettant en lumière la domination masculine du monde du cinéma,.
Pauline Peyrade est en outre responsable du département écriture de l'École nationale supérieure des arts et techniques du théâtre dans laquelle elle a réalisé ses études.

### Vie privée
Pauline Peyrade vit à Reims.

## Œuvre

### Pièces de théâtre
- Des femmes qui nagent, éditions Les Solitaires Intempestifs, 2023 (ISBN 978-2-84681-705-9)
- À la carabine, suivi de Cheveux d'été, éditions Les Solitaires Intempestifs, 2020 (ISBN 978-2-84681-613-7) - Grand Prix de Littérature dramatique Artcena
- Portrait d'une sirène, éditions Les Solitaires Intempestifs, 2019 (ISBN 978-2-84681-596-3)
- Poings, éditions Les Solitaires Intempestifs, 2017  (ISBN 978-2-84681-538-3) - Prix des lycéens Bernard-Marie Koltes
- CTRL-X, suivi de Bois impériaux, éditions Les Solitaires Intempestifs, 2016 (ISBN 978-2-84681-466-9)

### Romans
- L'Âge de détruire, éditions de Minuit, 2023  (ISBN 9782707348197) - Prix Goncourt du premier roman